# Larry (kot)

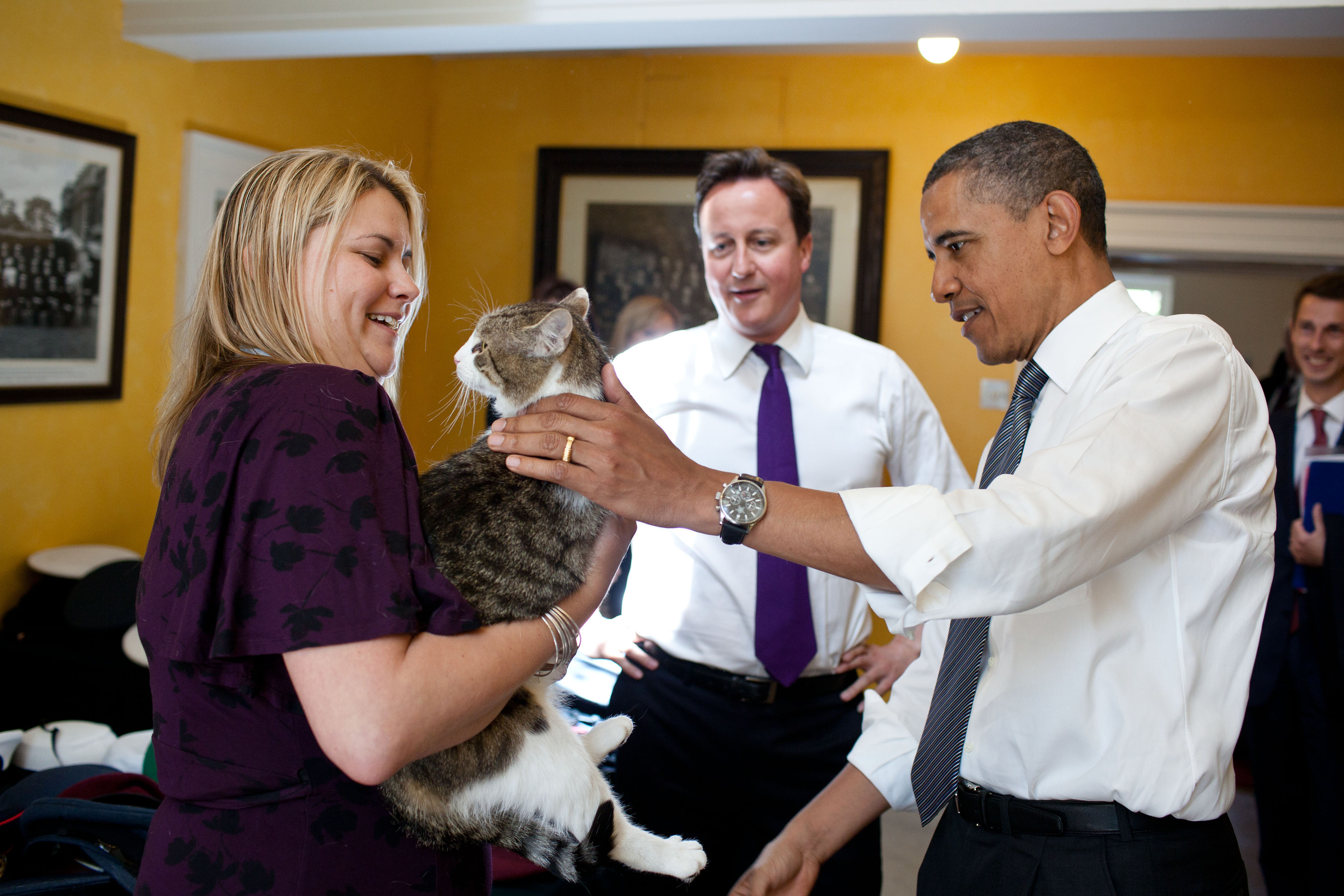
Larry podczas wizyty Baracka Obamy w Wielkiej Brytanii w 2011 roku

Larry – kot domowy pełniący w Wielkiej Brytanii funkcję Głównego Myszołapa w służbie Sekretariatu Generalnego od 2011 roku.

## Życiorys
Larry został wybrany przez pracowników biura premiera spośród kotów znajdujących się w Battersea Dogs & Cats Home. Obowiązki Głównego Myszołapa w służbie Sekretariatu Generalnego objął w lutym 2011 roku, lecz w przeciwieństwie do poprzednich myszołapów jego utrzymanie finansowane jest ze składek pracowników Downing Street 10. Według mediów Larry miał trafić na Downing Street jako zwierzak dla dzieci Davida Camerona. Larry swojego pierwszego udokumentowanego upolowania myszy dokonał w kwietniu 2011 roku. Po ustąpieniu ze stanowiska premiera przez Camerona pozostał na Downing Street, sprawując swoją funkcję również w czasie rządów Theresy May, Borisa Johnsona, Liz Truss, Rishiego Sunaka i reprezentującego Partię Pracy Keira Starmera. W latach 2012–2014 dzielił stanowisko Głównego Myszołapa z kotką Freyą. Kot był krytykowany przez część prasy za rzekomy brak instynktu łowieckiego, a prasa nadała mu przydomek lazy Larry (leniwy Larry). W 2022 roku w Internecie popularne stało się nagranie, w którym Larry przegonił lisa sprzed Downing Street 10. W 2016 roku udokumentowano walkę Larry’ego z Palmerstonem – kotem pełniącym funkcję Głównego Myszołapa w Foreign and Commonwealth Office.

## Wyróżnienia i obecność w kulturze popularnej
Larry został uhonorowany niebieską tablicą umieszczaną na schronisku Battersea. Na jego cześć nazwano gatunek chrząszcza Caccothryptus larryi. Były dziennikarz „The Guardian” James Robinson napisał książkę Larry Diaries: Downing Street – the First 100 Days. Życie kota jest tematem cotygodniowej kreskówki autorstwa Teda Harrisona publikowanej w The Sunday Express.